# Trussville
Trussville is een plaats (city) in de Amerikaanse staat Alabama, en valt bestuurlijk gezien onder Jefferson County en St. Clair County.

## Demografie
Bij de volkstelling in 2000 werd het aantal inwoners vastgesteld op 12.924.
In 2006 is het aantal inwoners door het United States Census Bureau geschat op 17.796, een stijging van 4872 (37.7%).

## Geografie
Volgens het United States Census Bureau beslaat de plaats een oppervlakte van
57,6 km², waarvan 57,4 km² land en 0,2 km² water.

## Plaatsen in de nabije omgeving
De onderstaande figuur toont de plaatsen in een straal van 16 km rond Trussville.